# Fernando Arturo de Meriño
Fernando Antonio Arturo de Meriño y Ramírez (Antoncí, 9 januari 1833 - Santo Domingo 20 augustus 1906) was een president van de Dominicaanse Republiek. Hij was tevens een geestelijke van de Rooms-Katholieke Kerk en een redenaar. Na afloop van zijn ambtstermijn als president werd hij op 3 juli 1885 benoemd tot aartsbisschop van Santo Domingo; als zodanig was hij de eerste functionaris die uit het land zelf afkomstig was.

## Biografie
Fernando Arturo de Meriño was een zoon van Pedro María Meriño en María Bruna Ramírez, geboren in Antoncí (Boyá), tegenwoordig Yamasá.